# Tengerészeti Akadémia

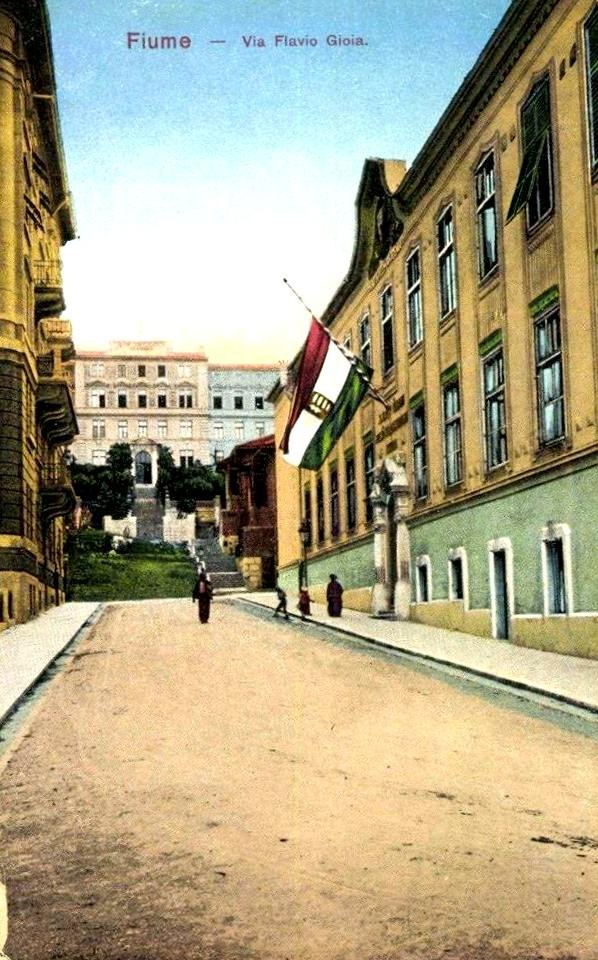
Az Akadémia épülete 1902 körül

A Fiumei császári és királyi haditengerészeti akadémia és magyar királyi állami tengerészeti akadémia (Tengerészeti Akadémia, Marine-Akademie) mind a haditengerészeti tisztikar, mind a kereskedelmi tengerészet képző intézménye volt 1918-ig volt. Az első világháború végén Fiume elvesztésével mindkét tengerészeti tisztképző intézmény megszűnt. Helyettük később Budapesten létesült két időszaki intézmény: egy tengerész-tisztképző és egy folyamőrségi tanfolyam.